# Sivantos
Sivantos Group är en av världens ledande tillverkare av hörapparater. De förser audionomer i mer än 120 länder med hörapparater från varumärkena Audio Service, Rexton och A&M. I deras produktsortiment finns även kompletterande tillbehör, programmeringsvara för utprovning, smarttelefon-appar och lösningar för arbetsflöde vid diagnostisering. 
Sivantos Group har cirka 6 000 anställda i över 20 länder. I gruppen ingår Sivantos dotterbolag i Nord- och Sydamerika, Asien-Stillahavsregionen och Europa. Det gör också den amerikanska återförsäljaren HearUSA, Audio Service, som är specialist på individuella i-örat lösningar, och audibene som är Europas största flerleverantörs-internetplattform för hörselvård.
Sivantos ursprung går tillbaka till 1878 då Werner von Siemens uppfann en telefonmottagare som gjorde det avsevärt lättare för personer med nedsatt hörsel att följa konversationer.
Utveckling har sedan länge haft högsta prioritet och därför kan Sivantos göra anspråk på att många gånger under hörapparatens historia ha varit världsledande, bland annat med den första hörapparaten med ett trådlöst system. År 2012 vann forskare från Siemens Audiology Solutions och universitetet i Oldenburg det Tyska Framtidspriset (Deutscher Zukunftspreis) för utvecklingen av ett binauralt hörselsystem som gjorde det möjligt för hörapparater bilateralt att trådlöst kommunicera med varandra. Den senaste världspremiären var hörapparater som ger användare med hörapparater en bättre taluppfattning i cocktail-party-miljöer jämfört med personer med normal hörsel.
Sivantos bildades ur Siemens Audiology Solutions efter att Siemens AG sålde företaget till EQT VI och Santo Holding GmbH år 2015.
Sivantos Group gick med i FN:s Global Compact Initiativ år 2017 och började effektivisera sin sociala verksamhet och CSR-policy. Bolagets första rapportering om framsteg, årsrapporten till FN:s generalsekreterares kansli, publicerades den 24 maj 2018. [https://www.unglobalcompact.org/participation/report/cop/create-and-submit/active/418036]
Det danska företaget Widex och Sivantos (som även äger Signia, Rexton, TruHearing, Audibene, HearUSA och Hear.com) gick den 1 mars 2019 samman till WS Audiology.